# Сага о Магнусе сыне Эрлинга
«Сага о Магнусе сыне Эрлинга» или «Сага о Магнусе Эрлингссоне» (исл. Magnúss saga Erlingssonar) — произведение средневековой исландской литературы, созданное в XIII веке. Одна из «королевских саг», вошедших в сборник «Круг Земной», который традиционно приписывают Снорри Стурлусону. Рассказывает о короле Норвегии Магнусе V, правившем в 1161—1184 годах, и смыкается по времени действия с «Сагой о Сверрире». Магнус был провозглашён королём в пятилетнем возрасте, и фактически за него правил отец — ярл Эрлинг Кривой. В войне с биркебейнерами погибли сначала Эрлинг, а потом и его сын.
Автор саги использовал в своей работе более ранние произведения того же жанра — «Красивую кожу», «Обзор саг о норвежских конунгах». Кроме того, его источниками были скальдические стихи, которые он вставлял в текст. Исследователи отмечают, что заглавный герой саги получился лишённым каких-либо индивидуальных черт. Заметно более чётко обрисован характер Эрлинга Кривого: это человек умный, властный и жестокий, приятный в общении и обладавший представительной внешностью.